# Méson J/ψ
O méson 
J/ψ
 (J/Psi) é uma partícula subatômica, de sabor neutro. Consiste de um quark charme e um antiquark charme. Por serem formados por um quark charm e um antiquark charm ele é muito conhecido como charmônio. O 
J/ψ
 é o primeiro estado excitado do charmônio (o que significa que tem a segunda menor massa em repouso). O 
J/ψ
 tem uma massa de 3,096916 GeV/c² e uma vida média de 7,2 × 10-21 segundos. O que é uma média de vida cerca de mil vezes que o previsto.
A sua descoberta foi feita independentemente em dois grupos de pesquisa, no Stanford Linear Accelerator Center, liderado por Burton Richter e no Brookhaven National Laboratory, liderado por Samuel Ting do MIT, Eles descobriram a mesma partícula e ambos anunciarama descoberta em 11 de novembro de 1974. A importância da sua descoberta é realçada pelo fato de ter sido subsequente a rápidas mudanças na física de alta energia que ficou coletivamente conhecida como Revolução de novembro. Richter e Ting foram premiados por sua descoberta compartilhada da partícula no prêmio Nobel de física de 1976.

## Antecedentes da descoberta

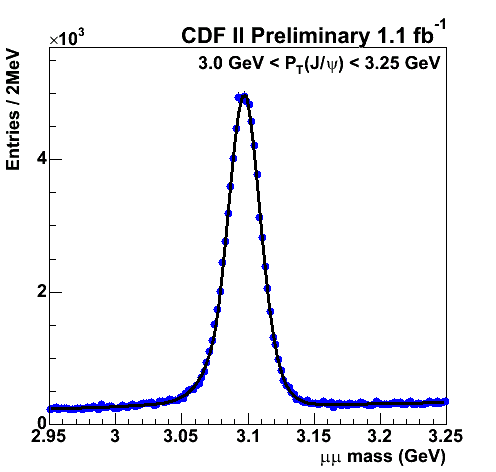
Produção de J/Ψ no Fermilab.

Os fatos que antecederam a descoberta do J/Ψ foram tanto experimentais como hipotéticos. Na década de 1960, o primeiro modelo de quark como partículas elementares foi proposto, que dizia que os prótons, nêutrons e todos os outros bárions e o também todos os mésons eram feitos por três espécies de partículas como cargas fracionárias, o quarks, que tinham diferentes tipos de "sabores" chamados de quark up, quark down e quark strange (os demais três quarks ainda não haviam sido teorizados). Apesar da impressionante habilidade do modelo de quarks para trazer ordem ao "zoológico de partículas elementares", seu status foi considerado como algo matematicamente ficcional no seu tempo, um simples artefato de razões físicas mais profundas.
Começando em 1969, os experimentos de espalhamento inelástico profundo no SLAC revelaram surpreendentes evidências experimentais de partículas dentro de prótons. Se estas partículas eram quarks ou não, não se sabia até então. Muitos experimentos foram necessários para que a identidade completa das características dos componentes subprotônicos  fossem medidas. A primeira aproximação, eles eram os quarks já descritos.
No front teórico, teorias de gauge com quebra de simetria se tornaram as primeiras candidatas totalmente viáveis para explicar a interação fraca depois que Gerardus 't Hooft descobriu em 1971 como calcular com eles além do diagrama de Feynman. A  primeira evidência experimental para essa teoria de força eletrofraca foi a descoberta da corrente fraca neutra em 1973. As teorias de gauge com quarks se tornaram também a primeira teoria viável para explicar a interação forte em 1973 quando o conceito de liberdade assintótica foi identificada.
Contudo, uma ingênua mistura de teoria eletrofraca e o modelo quark levou a cálculos sobre modos de decaimentos que  contradiziam observações: em particular era previsto que o bóson Z mediaria trocas de sabores e decaimento de um quark strange em um quark down, mas isso nunca foi observado. Em 1970, a ideia de Sheldon Glashow, John Iliopoulos e Luciano Maiani. conhecida como mecanismo GIM, mostrou que existiria uma partícula feita de um par quark charme-antiquark charme. Essas previsões foram ignoradas. O trabalho de Richter e Ting foram feitos por outras razões, principalmente para explorar novos níveis de energia.

## O nome
Por causa da descoberta simultânea, o 
J/ψ
 é a única partícula que tem duas letras no nome. Richter o nomeou de SP em referência ao acelerador SPEAR usado no SLAC; contudo nenhum de seus colegas gostaram do nome. Depois de consultar o cientista nascido na Grécia Leo Resvanis para ver quais letras do alfabeto grego ainda estavam disponíveis para usá-las, e rejeitar o iota porque essa letra implicaria em insignificância, Richter escolheu a letra Psi, um nome que como Gerson Godhaber apontou, contem o nome original, SP, só que na ordem reversa. Coincidentemente fotos da câmara de bolha mostravam um formato parecido com a letra Psi. Ting deu o nome "J", que é uma letra após o "K", que estava associado a outro méson; outra razão é que "j" é o símbolo da corrente eletromagnética. Como a comunidade científica achou injusta dar prioridade a um dos descobridores para nomear a partícula, a maioria das publicações subsequentes sobre ela a referia como "
J/ψ
".
O primeiro estado animado do 
J/ψ
 foi chamado de ψ'. Ele é agora chamado de ψ(2S) ou ocasionalmente de ψ(3686), indicando a sua respectiva massa em MeV ou estado quântico. Outros estados animados são denotados similarmente com o ψ e o estado quântico (se conhecido) e a massa.
O nome charmônio é usado para a 
J/ψ
 e outros estados da partícula charme-anticharme. Essa foi uma analogia com o nome positrônio, que também consiste de uma partícula e sua antipartícula (um elétron e um pósitron no caso do positrônio).

## Derretimento J/ψ
Numa quente QCD média , quando a temperatura é aumentada para além da temperatura de Hagedorn, a J/ψ e seus excitações são esperadas para derreter. Este é um dos sinais previstos da formação do plasma quark-glúon. Experimentos de íons pesados no CERN Super Próton Síncrotron e no Relativistic Heavy Ion Collider do BNL estudaram esse fenômeno sem um resultado conclusivo a partir de 2009. Isto é devido à exigência de que o desaparecimento de J/ψ é avaliada no que diz respeito à linha de base fornecida pela produção total de todas as partículas subatômicas contendo quark charme, e porque é amplamente esperado que alguns dos J/ψ são produzidos e/ou destruídos no momento da hadronização da QGP. Assim, não há incerteza nas condições vigentes das colisões iniciais.
Na verdade, em vez de repressão, o aumento da produção de J/ψ é esperado em experimentos de íons pesados no LHC, onde o mecanismo de produção de quark-combinante deve ser dominante, dada a grande abundância de quarks charme no QGP. Além de J/ψ, mésons B (Bc), oferecem uma assinatura que indica que os quarks se movem livremente e se ligam à vontade quando se combinam para formar hádrons.

## Modos de decaimento
Os modos de decaimento hadrônico do 
J/ψ
 são fortemente suprimidos por causa da regra OZI. Esse efeito aumenta e muito a vida média da partícula e dá uma largura de decaimento de apenas  93,2 ± 2,1 keV. Por causa dessa grande supressão, decaimentos eletromagnéticos começam a competir com decaimentos hadrônicos. Por isso que o 
J/ψ
 tem uma significativa razão de ramificação para léptons.

## Detecção
Experimentos de ATLAS, CMS e LHCb viram anteriormente uma ou duas partículas J / ψ saindo de uma única colisão de partícula. Os resultados, publicados no servidor de informações do CERN CDS, viram a produção simultânea de três partículas J/ψ na nova análise CMS.